# جون ألان (مدير)
جون ألان (بالإنجليزية: John Murray Allan)‏ هو مدير بريطاني، ولد في 1948.